# 相模ハム
相模ハム株式会社（さがみハム、英名:Sagami Ham Co., Ltd.）は、神奈川県横浜市に本社を置く食品販売会社。
かつては1924年（大正13年）創業の大手食品加工メーカーであったが、2012年、エア・ウォーター傘下の春雪さぶーるに吸収合併された（その後エア・ウォーターアグリ&フーズ）。現在の相模ハム株式会社は、子会社だった相模ハム販売株式会社が商号変更したものである。

## 歴史
- 1924年（大正13年）9月 - 神奈川県藤沢市辻堂にて、食肉卸・小売業の程島商店創業。
- 1979年（昭和54年）1月 - 神奈川県藤沢市菖蒲沢59番地に本社工場を新設し、本社を同地に移転。
- 1988年（昭和63年）10月 - 子会社である東北相模ハムが福島県白河市に食肉加工品工場（同社白河工場）を新設。当社並びに東北地区への食肉加工品の供給開始。
- 1998年（平成10年）
  - 8月 - 北海道千歳市に子会社北海道サガミハムを設立（1998年8月5日）し、同年10月1日事業開始。
  - 11月 - 本社工場で総合衛生管理製造過程（HACCP）による製造の承認を取得。
- 1999年（平成11年）7月 - 東北相模ハム及び九州相模ハム（現・大阿蘇ハム）で総合衛生管理製造過程（HACCP）による製造の承認を取得。
- 2000年（平成12年）4月 - 北海道サガミハムで総合衛生管理製造過程（HACCP）による製造の承認を取得。
- 2001年（平成13年）1月 - 九州相模ハムで第二工場を増設。
- 2004年（平成16年）12月 - 株式店頭登録を廃止し、JASDAQ証券取引所上場。
- 2009年（平成21年）
  - 3月 - 本社工場を閉鎖。九州相模ハムをエスフーズに売却。
  - 5月 - エア・ウォーターに対し第三者割当増資を実施し、同社の連結子会社となる。同社傘下の冷凍食品メーカー春雪さぶーるとのシナジー効果を図ることを目的とする。ただ、これに伴って、北海道サガミハムは8月末をもって廃業した（春雪さぶーるが事業を担うことになったため。）。
  - 6月 - 東北相模ハムの営業部門を鈴木畜産へ事業譲渡。
  - 7月 - 本社工場売却のため、本社機能を神奈川県横浜市港北区に移転。
  - 12月 - 東北相模ハムを吸収合併。
- 2010年（平成22年）5月 - 事業停止中の北海道サガミハムを吸収合併。
- 2011年（平成23年）10月 - 本社機能を神奈川県横浜市都筑区に移転。
- 2012年（平成24年）
  - 3月 - エア・ウォーターの完全子会社化となり、上場廃止。
  - 7月 - 春雪さぶーるに吸収合併され解散。子会社の相模ハム販売が営業部門を譲り受け、相模ハムに商号変更。

## 事業所
- 本社 - 神奈川県横浜市都筑区